# Klierganzenvoet
Klierganzenvoet (Dysphania) is een geslacht uit de amarantenfamilie (Amaranthaceae). De soorten komen wereldwijd voor in (sub)tropische en warmgematigde gebieden.
Het geslacht omvat een aantal soorten die traditioneel tot ganzenvoet (Chenopodium) worden gerekend.

## Soorten
- Sectie Adenois (Moq.) Mosyakin & Clemants
  - Dysphania ambrosioides (L.) Mosyakin & Clemants - Welriekende ganzenvoet
  - Dysphania anthelmintica (L.) Mosyakin & Clemants
  - Dysphania burkartii (Aellen) Mosyakin & Clemants
  - Dysphania chilensis (Schrad.) Mosyakin & Clemants
  - Dysphania multifida (L.) Mosyakin & Clemants
  - Dysphania oblanceolata (Speg.) Mosyakin & Clemants
  - Dysphania retusa (Moq.) Mosyakin & Clemants ex Brignone
  - Dysphania tomentosa (Thouars) Mosyakin & Clemants
  - Dysphania venturii (Aellen) Mosyakin & Clemants
- Sectie Botryoides (C.A.Mey.) Mosyakin & Clemant
  - Subsectie Botrys (Aellen & Iljin) Mosyakin & Clemants
    - Dysphania botrys (L.) Mosyakin & Clemants - Druifkruid
    - Dysphania nepalensis (Link ex Colla) Mosyakin & Clemants
    - Dysphania procera (Hochst. ex Moq.) Mosyakin & Clemants
    - Dysphania pseudomultiflora (Murray) Verloove & Lambinon
    - Dysphania schraderiana (Schult.) Mosyakin & Clemants - Gekield druifkruid

  - Subsectie Incisa (Standley) Mosyakin & Clemants
    - Dysphania dissecta (Moq.) Mosyakin & Clemants
- Sectie Dysphania
  - Dysphania glandulosa Paul G.Wilson
  - Dysphania glomulifera (Nees) Paul G.Wilson
  - Dysphania kalpari Paul G.Wilson
  - Dysphania littoralis R.Br.
  - Dysphania plantaginella F.Muell.
  - Dysphania platycarpa Paul G.Wilson
  - Dysphania rhadinostachya (F.Muell.) A.J.Scott
  - Dysphania simulans F.Muell. & Tate
  - Dysphania sphaerosperma Paul G.Wilson
  - Dysphania valida Paul G.Wilson
- Sectie Orthospora (R.Br.) Mosyakin & Clemants
  - Dysphania carinata (R.Br.) Mosyakin & Clemants
  - Dysphania cristata (F.Muell.) Mosyakin & Clemants
  - Dysphania melanocarpa (J.M.Black) Mosyakin & Clemants
  - Dysphania pumilio (R.Br.) Mosyakin & Clemants - Liggende ganzenvoet
  - Dysphania pusilla Mosyakin & Clemants
  - Dysphania saxatilis (Paul G.Wilson) Mosyakin & Clemants
  - Dysphania truncata (Paul G.Wilson) Mosyakin & Clemants
- Sectie Roubieva (Moq.) Mosyakin & Clemants
  - Dysphania bonariensis (Hook.f.) Mosyakin & Clemants ex Sukhor.
- Niet geplaatst in een sectie: 
  - Dysphania bhutanica Sukhor.
  - Dysphania congestiflora S.J.Dillon & A.S.Markey
  - Dysphania congolana (Hauman) Mosyakin & Clemants
  - Dysphania geoffreyi Sukhor.
  - Dysphania himalaica Uotila
  - Dysphania incisa (Poir.) ined.
  - Dysphania kitiae Uotila
  - Dysphania minuata (Aellen) Mosyakin & Clemants
  - Dysphania neglecta Sukhor.
  - Dysphania stellata (S.Watson) Mosyakin & Clemants
  - Dysphania tibetica (A.J.Li) Uotila

## Hybriden
- Dysphania × bontei (Aellen) Stace
- Dysphania × christii (Aellen) Stace

... · 
D. ambrosioides (Welriekende ganzenvoet) · 
D. botrys (Druifkruid) · 
D. pumilio (Liggende ganzenvoet) · 
...
... · 
Achyranthes · 
Aerva ·
Alternanthera ·
Amaranthus (Amarant) · 
Atriplex (Melde) · 
Axyris · 
Bassia (Zoutkruid) · 
Beta (Biet) · 
Blitum (Spiesganzenvoet) · 
Celosia · 
Chenopodium (Ganzenvoet) · 
Corispermum (Vlieszaad) · 
Dysphania · 
Halimione (Zoutmelde) · 
Halocnemum · 
Halothamnus · 
Haloxylon · 
Kochia · 
Krascheninnikovia · 
Polycnemum (Knarkruid) · 
Patellifolia · 
Ptilotus · 
Pupalia ·
Salicornia (Zeekraal) · 
Salsola (Loogkruid) · 
Spinacia · 
Suaeda · 
Traganum · 
...